# Sokolivka, Busk
Sokolivka (în ucraineană Соколівка) este localitatea de reședință a comunei Sokolivka din raionul Busk, regiunea Liov, Ucraina.

## Demografie
Componența lingvistică a localității Sokolivka
     Ucraineană (98,65%)
     Alte limbi (0,95%)
Conform recensământului din 2001, majoritatea populației localității Sokolivka era vorbitoare de ucraineană (98,65%), existând în minoritate și vorbitori de alte limbi.